# Grabowa (Góry)
Grabowa – część wsi Góry w Polsce, położona w województwie łódzkim, w powiecie poddębickim, w gminie Uniejów.
W latach 1975–1998 Grabowa należała administracyjnie do województwa konińskiego.